# La Niña (météorologie)
Pour les articles homonymes, voir La Niña.
La Niña est un phénomène climatique ayant pour origine une anomalie thermique des eaux équatoriales de surface (premières dizaines de mètres) de l'océan Pacifique centre et est caractérisée par une température anormalement basse de ces eaux qui est favorable à un refroidissement local. La Niña (« la petite fille » en espagnol) tire son nom d'une comparaison avec El Niño (« le petit garçon » en espagnol en référence à l'enfant Jésus) dont les conséquences maritimes et climatiques sont globalement l'inverse de celles de La Niña. La fréquence de La Niña est différente de celle d'El Niño et les deux événements ne semblent pas nécessairement induits l'un par l'autre (seuls un tiers des cas de proximité dans le temps entre El Niño et La Niña montrent une corrélation).

## Origines
En temps normal, une zone cyclonique nommée la circulation de Walker et située au milieu du Pacifique, chasse les eaux chaudes superficielles par des vents du sud-est vers l’Australie et provoque des remontées d’eaux froides des profondeurs du courant de Humboldt sur les côtes du Pérou (aussi connu comme upwelling en anglais). 
La Niña est liée à un renforcement des alizés dans l'océan Pacifique Ouest qui, déplaçant encore plus les eaux chaudes de surface de cette région en direction du continent asiatique, provoquent un renforcement de la remontée d'eau amenant ainsi en surface plus d'eau froide qu'à l'accoutumée. Cet apport d'eau froide lors de La Niña est clairement visible sur les tracés des thermoclines qui atteignent la surface parfois durant des mois. Il résulte d’un dérèglement atmosphérique que l’on arrive mal à expliquer et qui revient périodiquement. Les eaux déplacées forment un grand courant marin d’une taille comparable à une fois et demi celle des États-Unis. 
Les épisodes La Niña surviennent tous les 4 à 5 ans et durent en général 1 à 2 ans. La Niña suit souvent un épisode de El Niño, qui est l'effet inverse, en une sur-réaction de l'atmosphère afin de revenir à son état d'équilibre. Cependant, après un El Niño, le climat ne bascule pas toujours à une phase La Niña. Au XXe siècle, il n'y a eu que 17 épisodes La Niña modérés à forts, contre 25 El Niño modérés à forts. Le duo El Niño/La Niña fait encore l’objet de nombreuses recherches dans le but de découvrir leurs causes et leurs périodicités.
|  |  |  |

## Conséquences

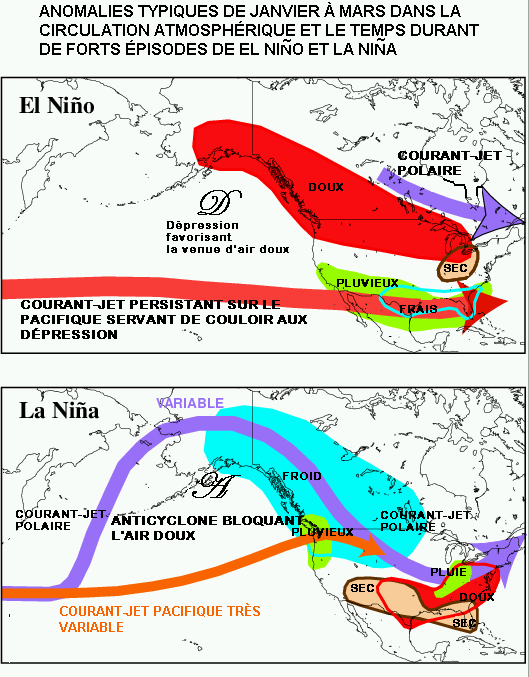
Effet dEl Niño et de La Niña dans le Pacifique Nord et sur l'Amérique du Nord

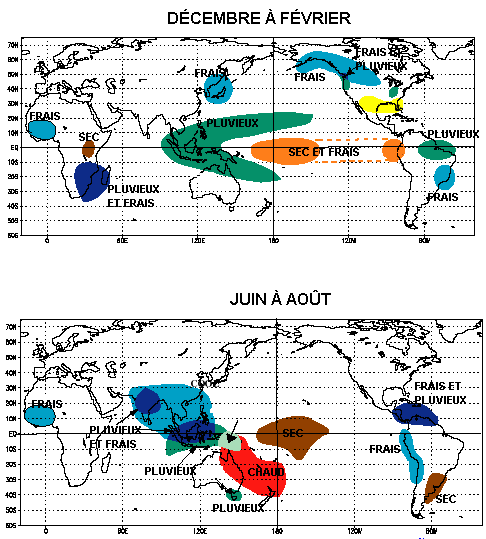
Effets mondiaux de La Niña

Les anomalies climatiques mondiales liées à La Niña sont moins prononcées que celles associées à El Niño et, dans certaines régions, ont tendance à être inverses. Cependant, les effets de La Niña ne sont pas toujours le contraire de ceux d'El Niño. Les anomalies thermiques des eaux de surface ont des répercussions sur les phénomènes climatiques dans le bassin Pacifique avec la recrudescence de typhons dans l'océan Pacifique Ouest (Asie tropicale, Insulinde et Ouest de l'Océanie). En revanche, les eaux riches en nutriments dans l'océan Pacifique Est sont propices à la pêche. 
Ces modifications touchent aussi d'autres océans et donc d'autres régions du globe comme dans l'océan Atlantique où les ouragans sont plus nombreux, où des conditions climatiques plus sèches que la normale apparaissent dans l'Est de l'Amérique du Sud et dans l'Est de l'Afrique et où l'Afrique australe subit des conditions climatiques plus humides.
Des recherches, montreraient qu'il existe une relation entre les pandémies grippales et les conditions d'El Niño-La Niña dans l'océan Pacifique. Les années de La Niña, les corridors de vol des oiseaux porteurs de virus aviaires sont déplacés et peuvent se croiser. Ceci donne la possibilité à différents virus de grippe de se rencontrer et possiblement d'en propager de plus virulents qui toucheront plus de personnes et causeront davantage de morts. À l'inverse, les années où El Niño est dans l'océan Pacifique, la propagation de la grippe est plutôt faible et donne moins de victimes ,.

## Climatologie
Pour la période débutant en 1950, la Terre a connu de nombreux épisodes de la Niña, le dernier encore en cours débutant en janvier 2025,.

### Épisode de 2010-2012
Après un épisode assez durable d’El Niño (2008-2009), les météorologues décèlent rapidement le phénomène de la Niña à la mi-2010. Ce qui frappe alors est la rapidité du développement du phénomène qui touche très vite la partie orientale et centrale du Pacifique tropical, à la mi-2010. De plus, un autre paramètre est sa durée puisqu'au lieu de s'affaiblir à la fin 2010, la Niña reprend une vigueur importante à la mi-2011. Depuis mars 2012, la Niña s'affaiblit et la situation de circulation des courants océaniques du pacifique redevient normale et on assiste au reflux vers l'ENSO. 
Ce phénomène 2010-2011 est combiné avec une température record de la mer dans le nord-est de l'océan Indien. Il est un facteur important, mais non le seul, dans les inondations du Queensland, exceptionnelles par leur ampleur, d'importantes tempêtes de neige dans le nord-est de l’Amérique du Nord à partir de décembre 2010 et dans un nombre inhabituel d’éruptions de tornades qui frappent le Midwest des États-Unis au printemps de 2011,.
Enfin, bien qu'au-dessus de la normale du point de vue des précipitations et en dessous de la tendance des dernières années du point de vue de la température moyenne mondiale, l'année 2011 est marquée par une sécheresse exceptionnelle à certains endroits : sur une grande partie de l'Europe du printemps jusqu'en juillet 2011, dans les États du Centre et du Sud des États-Unis, notamment au Texas, dans l'Oklahoma et l'Arkansas, ainsi que dans la Corne de l'Afrique. Même si le rôle de la Niña est débattu dans ces cas, la concomitance des évènements demeure troublante.